# Kanjoning
Kanjoning (engl. Canyoning) je rekreacija na otvorenom koja predstavlja spuštanje niz rečne klisure (kanjone). Za razliku od drugih sportova kao što su rafting, kajak ili hidrospid, Kanjoning se izvodi pešice bez upotrebe kanua ili gumenih čamaca.

## Tehnika spuštanja
Putevi su podeljeni u dve kategorije : vodeni i suvi, i to delimično određuje vrstu opreme koja se koristi. U svakom slučaju uvek se spusta niz reku/kanjon (nikada obrnuto), koristeći užad, gde je mogućne skakanje i ronjenje. Tvorci ove aktivnosti bili su speleolozi, prvi istraživači planina, kotlina i pećina.
Okruženje u kojem se obavlja ova aktivnost po samoj svojoj prirodi je negostoljubivo (mada ne spada u ekstremne sportove ). To je zato što reka teče kroz uske klisure duboko urezane u stene, sa jakim vertikalnim vodopadima, čime se sprečava povlačenje u nazad ili izlazak iz kanjona u bilo kojem trenutku .
Ovaj sport je nužno izvoditi u grupama, koje obično uključuju 4 do 6 osoba .
Uz pravu obuku i tehniku je moguće bezbedno izvoditi ovaj spot uživajući istovremeno u prirodnim lepotama i uzbudljivom spuštanju niz vodene tokove.

## Oprema
Oprema je mešavina tipičnih pomagala iz drugih disciplina :
- Kaciga za speleologiju ili alpinizam
- Ronilačko odelo
- Nepotopivi prsluk
- Vezovi iz alpinizma
- Vodo-otporna užad
- Cipele za pešačenje ili za rafting
- Ranac
- Vodo-otporna posuda

## Sigurnost
Kanjoning može biti opasan. Izlazak sa strana kanjona je često nemoguć pa je silazak jedina mogućnost. Zbog udaljenosti i nepristupačnosti mnogih kanjona, spasavanje može biti veoma teško i može zahtevati nekoliko sati ili nekoliko dana.

### Visoki vodostaj/poplave
Kanjoni sa dosta vode mogu biti takođe i zahtevati posebne tehnike spuštanja sa užima za bezbedno putovanje. Postoji mogućnost naglog podizanja vodene površine zbog planinskih kiša ili otvaranja brana sto takođe ovaj sport ubraja u opasnije sportove.

### Hipotermija i hipertermija
Održavanje optimalne telesne temperature može biti veoma teško u ovoj disciplini. U suvim delovima kanjona, zbog toplotne iscrpljenosti može doći do hipertermije i dehidracije tako da je neophodno zaštititi se adekvatno od sunčanih zraka. Hipotermija može biti ozbiljna opasnost u bilo kom kanjonu koji sadrži vodu, za vreme bilo kojeg doba godine. Ronilačka odela mogu da umanje tu opasnost u velikoj meri, ali u slučaju loše procene posledice mogu biti fatalne.

### Uski kanjoni
Veoma uski prolazi predstavljaju jedan od problema za sportiste. Veoma često su primorani da ovakvu prepreku prevaziđu penjanjem u vis, gde je prolaz nešto veći što iziskuje dodatni napor na neodređeno vreme ali i mogućnost zaglavljivanja u slučaju neuspeha.

## Kanjoning u Srbiji i svetu
U Srbiji kanjoningom je moguće se baviti u kanjonu Sušice kod Valjeva zatim je tu Lazarev kanjon kod Bora gde se nalazi i Zlotski kanjon, Beli rzav na Zlatiboru, i Piljski vodopadi (na Staroj Planini) .
Zemlje u kojima je moguće baviti kanjoningom su: Argentina, Australija, Austrija, Bosna i Hercegovina, Brazil, Kanada, Čile, Kostarika, Hrvatska, Ekvador, Francuska, Nemačka, Grčka, Indija, Italija, Izrael, Japan, Jordan, Mauricijus, Meksiko, Crna Gora, Novi Zeland, Norveška, Portugalija, Slovenija, Španija, Švajcarska, Turska, Venecuela, Vijetnam i SAD.

## Spoljašnje veze
- Extreme Canyoning
- Undiscovered Alps Архивирано на веб-сајту  (29. јануар 2017) (језик: енглески)